# Шампанье (кантон)
Шампанье́ (фр. Champagney) — кантон во Франции, находится в регионе Франш-Конте, департамент Верхняя Сона. Входит в состав округа Люр.
Код INSEE кантона — 7003.

## Население
Население кантона на 2010 год составляло 12 035 человек.
| 1962 | 1968   | 1975   | 1982   | 1990   | 1999   | 2010   |
| ---- | ------ | ------ | ------ | ------ | ------ | ------ |
| 9832 | 10 187 | 10 415 | 11 212 | 11 205 | 11 064 | 12 035 |

## Коммуны кантона
Всего в кантон входят 9 коммун, из них главной является Шампанье.
| Коммуна         | Население, чел. (2010) | Почтовый индекс | Код INSEE |
| --------------- | ---------------------- | --------------- | --------- |
| Клергут         | 408                    | 70200           | 70157     |
| Планше-Ба       | 1923                   | 70290           | 70413     |
| Планше-ле-Мин   | 1092                   | 70290           | 70414     |
| Роншан          | 2919                   | 70250           | 70451     |
| Фрайе-э-Шатбье  | 1230                   | 70400           | 70248     |
| Фредерик-Фонтен | 264                    | 70200           | 70254     |
| Шампанье        | 3770                   | 70290           | 70120     |
| Эрве            | 231                    | 70400           | 70215     |
| Эшаван          | 198                    | 70400           | 70205     |